# Бобанич Михайло Григорович
Михайло Григорович Бобанич (псевдо.:Бродяга, Галайда, Трясило; 1 квітня 1910, с. Нижнє Синьовидне, тепер Сколівський район, Львівська область — 19 березня 1946, тепер с. Кам'янка, нині Сколівський район, Львівська область) — український військовик, хорунжий (1.10.1944), сотник (19.03.1946) УПА, курінний УПА, лицар Срібного хреста бойової заслуги УПА 1 класу.

## Життєпис
Народився у сім'ї селян Григорія та Ганни Бобанич. Освіта — середня: закінчив польську гімназію. 
Член ОУН із 1930-х рр. Михайло Бобанич був одним з ініціаторів масових походів до стрілецьких могил на г. Маківка в Сколівських Бескидах, поширював підпільні видання ОУН тощо. Неодноразово був заарештований польською поліцією. 
Михайло Бобанич пройшов строкову службу в Польській армії. Восени 1939 року, остерігаючись арешту органами НКВС, нелегально перейшов на територію Польщі окуповану німцями. Вступив до батальйону «Нахтіґаль» (05.-08.1941). Влітку 1941 року, під час реорганізації батальйону в 201-й батальйон охоронної поліції «Шуцманшафт», покинув підрозділ та повернувся додому, де активно займався організаційною роботою. 
Михайло Бобанич був одним з організаторів УНС на Дрогобиччині, організатор та командир куреня УПА «Бойки» (10.1944-07.1945), член команди Дрогобицького ТВ 24 «Маківка» (07.1945-03.1946). Загинув у криївці.  Хорунжий (1.10.1944), сотник (19.03.1946) УПА. 

## Нагороди
- Згідно з Наказом Головного військового штабу УПА 1/45 від 25.04.1945 р. хорунжий УПА, командир куреня УПА «Бойки» Михайло Бобанич – «Бродяга» нагороджений Срібний хрест бойової заслуги УПА 1 класу.